# 22403 Манджитлудер
22403 Манджитлудер (22403 Manjitludher) — астероїд головного поясу, відкритий 5 червня 1995 року.
Тіссеранів параметр щодо Юпітера — 3,416.
Названо на честь малайзійської ученої Манджит Кор Лудер, що спеціалізується в галузі лінгвістики й зв'язків між різними культурами